# Victoria Arago
Victoria Arago nom de plume de Victorine Pleux-Arago, née le 29 septembre 1822 dans l'ancien 4e arrondissement de Paris et morte le 22 avril 1897 à Orléans, est une pianiste et compositrice française qui était très en vogue à la fin de la monarchie de Juillet.

## Biographie
Victorine Louise Angélique Pleux, est la fille d'Étienne Pleux (1796 - 1827), pâtissier, officier de bouche de la Maison du roi, et de Charlotte-Gabrielle Bouquin, laquelle s'est remariée après son veuvage avec le peintre hongrois et graveur d'histoire, Charles Ablitzer. Elle a eu deux sœurs nées comme elle dans l'ancien 4e arrondissement : Alphonsine Pleux (1821 - Herbeville 1897), mariée en 1841 à l'Église de la Madeleine avec le docteur Jean de La Croix, né à Orléans en 1787, demeurant rue Taitebout à Paris ; et Anne-Elisabeth Pleux, née en 1825, mariée en 1847 à l'église Saint-Sulpice de Paris avec Maître Nephtali Fradin, né à Poitiers en 1817, avocat à la Cour d'appel de Paris, fils d'un juge de paix.
Vers 1840, Victoria commence à composer des airs de romances dont les partitions deviennent à la mode dans les salons bourgeois de Paris où ils sont joués au piano et chantés par la maîtresse de maison, ses filles ou ses amis. 
Elle se marie à vingt ans le 8 octobre 1842 à l'Église de la Madeleine avec Jacques Arago (1790-1854) qui en avait cinquante deux. C'était un grand voyageur, un dessinateur, un mémorialiste, un dramaturge, et un nouvelliste, devenu aveugle, qui devient parolier pour elle. À partir de 1845 jusqu'en 1852, elle publie chaque année pour le 1er janvier un album illustré de plusieurs nouvelles chansons.
Devenue veuve en 1854 elle se remarie le 10 avril 1860 à Saint-Germain-en-Laye avec George Spencer Pritchard (Londres 1826 - Herbeville 1890), fils d'Edward et de Mary Spencer, avec qui elle a trois enfants : Marie Albertine née en 1861, Charles Edward né en 1863, compositeur de musique, marié en 1890 avec Adolphine-Victoire Vinchenoud, et Marie-Adélaïde. 
Victoria a échangé une correspondance avec Théophile Gautier.

## Œuvres
- Album, 12 romances, dont Amour de l'Arabe, dédicacé à Abd el Kader,  musique de Victoria Arago, poésies de Jacques Arago, T. Dupuis, Arsène Houssaye, Lachambaudie, E. L'Hote, E. de Lonlay, Martin, arrangé par son beau-frère le librettiste Étienne Arago, à Paris, chez Mme Sauner, 1845.
- Album, 12 mélodies, dédicace à la reine d'Espagne, musique de Victoria Arago, paroles Aristide de Latour, 1846.
- Album, 10 mélodies, musique de Victoria Arago, dessins de Mrs Coedes, 1847.
- Album, 10 mélodies, dédicace à Madame la comtesse Mathilde de Demidoff, musique de Victoria Arago, paroles de MM. Francis Tourte, Xavier Eyma, Jules Moynier et Charles Delange, dessins d'Aumont, à Paris, chez Edmond Mayaud[4], 1849.

- Album, 10 mélodies, dédié à Mme Allard-Blin, musique de Victoria Arago, Graziella la Procitane, canzonette, La Fille du mendiant, Le Pénitent noir, Le Ménage du Vannier, chansonnette, Le Nid d'hirondelles, romancette, Le bal d'enfants, bluette, Croyez en moi, Je l'aime comme ça, chansonnette (paroles de Francis Tourte), La Paysanne, canzonetta (paroles d'Anaïs Ségalas), La batelière de Fontarabie, basquaise (paroles de Crevel de Charlemagne), (paroles de Jacques Arago), à Paris, chez Edmond Mayaud, éditeur, 7 boulevard Italien, 1850.
- Le Bal d'enfants. Quadrille pour le piano sur les motifs de l'album 1850 de Mme Victoria Arago, par Musard.

- Album 10 pièces,  musique de Victoria Arago, Petit Ange, Cours moins vite (paroles de Jules Lorin) - La Chanson de Marcel (paroles de Jules Lorin) - Ah ! Cachez bien vos Marguerites (paroles de Jules Lorin) - Le Coeur et le Moulin  - Le Furet du bois joli, chansonnette (paroles de Charles M. Delange) - Les Fous en Mer (paroles de Jules Lorin) - Il faut s'aider en chemin (paroles de Francis Tourte) - Pablo (paroles d'Auguste Richomme) - Les Deux Glaneuses (paroles de Jules Lorin) - Solitude (paroles de Jules Lorin) - Dieu vous entend (paroles de Francis Tourte), à Paris, chez Edmond Mayaud, éditeur, 7 boulevard Italien, 1851.
- Le Coeur et le Moulin. Quadrille pour le piano, sur les motifs de l'album 1851 de Mme Victoria Arago, par Pilodo.
- Album 10 melodies,  musique de Victoria Arago, poésies de A. Richomme, dessins de M. Greppi, 1852.
- La Ballerina, musique de Mme Victoria Arago Pritchard, paroles de Francis Tourte, publié par E. Chatot, Paris, 1882[5].

## Jugement
« M"" Victoria Arago, comme Clapisson, comme Masini, comme Frédéric Liérat, comme M. Paul Henion, publiait chaque année, chez l'éditeur Meissonnier, un album de romances que le public accueillait avec faveur »